# Ornithichnites

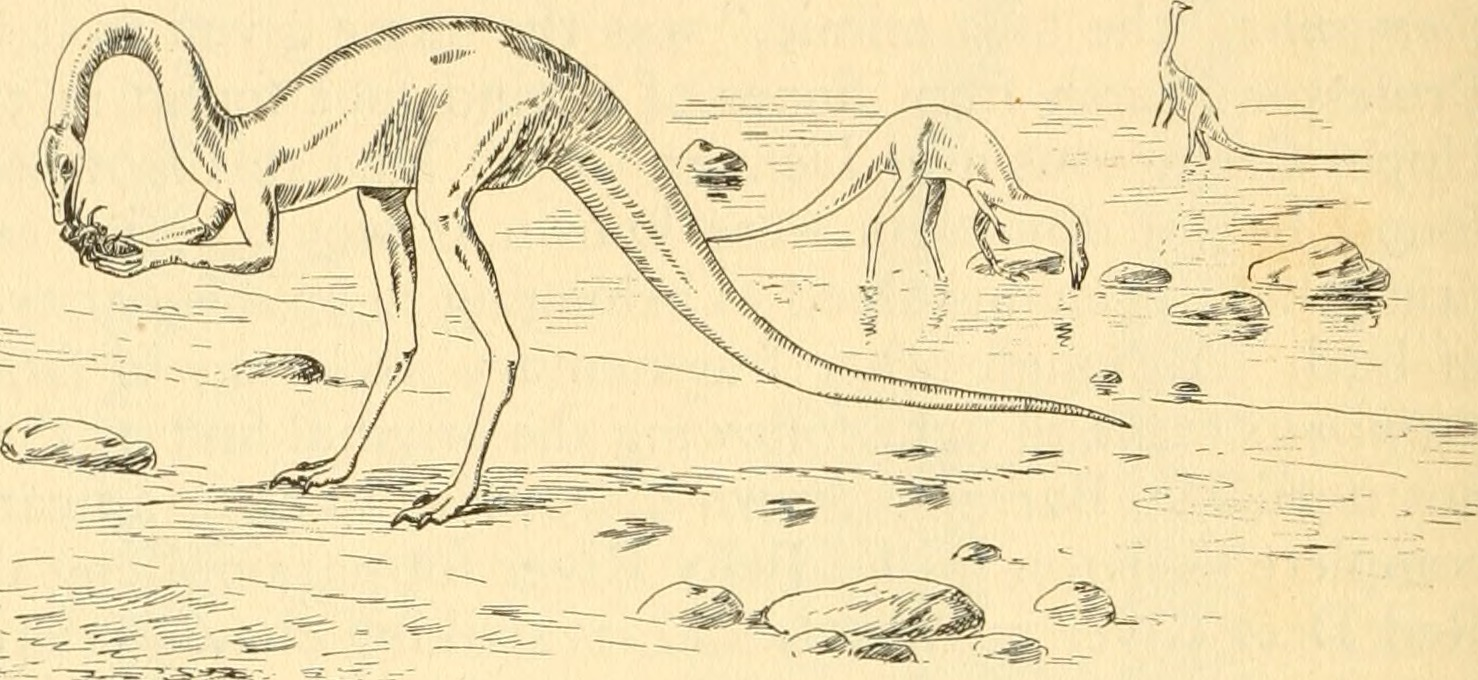
Restauración de 1888

Ornithichnites es un ichnotaxon de la huella del mamífero. El nombre fue originalmente utilizado por Edward Hitchcock como un nombre de grupo superior en lugar de una ichnogenera específica, y por lo tanto el nombre no tiene prioridad sobre nombres ichnogenera específicos, incluso si fueron identificados por primera vez como "Ornithichnites".
- Datos: Q7103618